# Krauska
Krauska, polana Stare Wierchy – polana na Starych Wierchach w Gorcach. Położona jest na wysokości około 955–973 m na płaskim grzbiecie i na jego południowych i północnych stokach. Na polanie znajduje się schronisko PTTK na Starych Wierchach.
Polana znajduje się poza obszarem Gorczańskiego Parku Narodowego i na jej środku graniczą z sobą trzy miejscowości: Ponice i Obidowa (powiat nowotarski) oraz Koninki (część wsi Poręba Wielka w powiecie limanowskim). Budynek schroniska znajduje się na terenie Koninek. Polana dawniej była wykorzystywana jako hala pasterska i łąka, obecnie jest koszona. Znajduje się na niej węzeł szlaków turystycznych.

## Szlaki turystyki pieszej
Rabka-Zdrój – Tatarów – Maciejowa – Przysłop – Bardo – Pośrednie – Schronisko PTTK na Starych Wierchach. Czas przejścia 2:20 h, ↓ 2:15 h.
 Stare Wierchy – Groniki – Pudziska – Obidowiec – Rozdziele – Turbacz. Czas przejścia 2:15 h, ↓ 1:50 h.
 parking pod Kułakowym Wierchem – schronisko PTTK na Starych Wierchach. Odległość 5,4 km, suma podejść 200 m, suma zejść 50 m, czas przejścia 1 godz. 30 min, z powrotem 1 godz. 10 min.
 Nowy Targ-Kowaniec – Bukowina Obidowska – Obidowa – Stare Wierchy. Czas przejścia 2 h, ↓ 1:20 h.
 Koninki – Tobołów – Obidowiec – Groniki – Stare Wierchy. Czas przejścia 2:25 h.

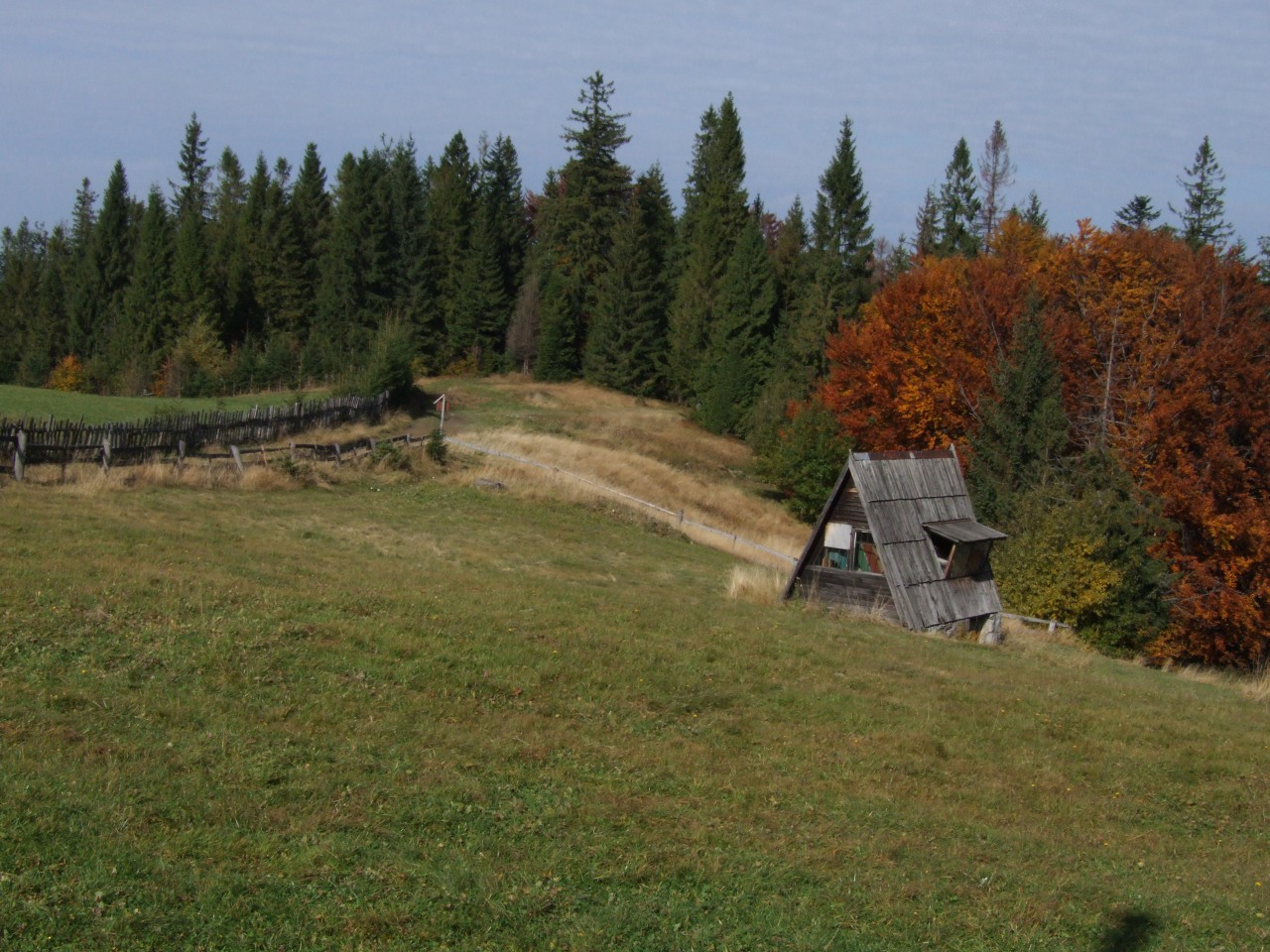
Zachodnia część polany